# Joseph Oldham
Joseph Houldsworth Oldham, född den 20 oktober 1874 i Bombay, död den 16 maj 1969 i Saint Leonards-on-Sea, var en skotsk missionsledare.
Oldham verkade inom den brittiska kristna studentrörelsen som KFUM:s sekreterare i Lahore i Indien, och var en av de ledande vid Edinburghkonferensen samt sekreterare i dess fortsättningskommitté 1910-1921. Han var även från 1921 Internationella missionsrådets sekreterare samt administrativ direktor för International institute for African languages and cultures i London. Bland hans skrifter märks Christianity and the race problem (1924, svensk översättning 1925) och White and black in Africa (1930). Åren 1912-1917 utgav han International review of missions.